# Tony Award/Bester Nebendarsteller in einem Musical

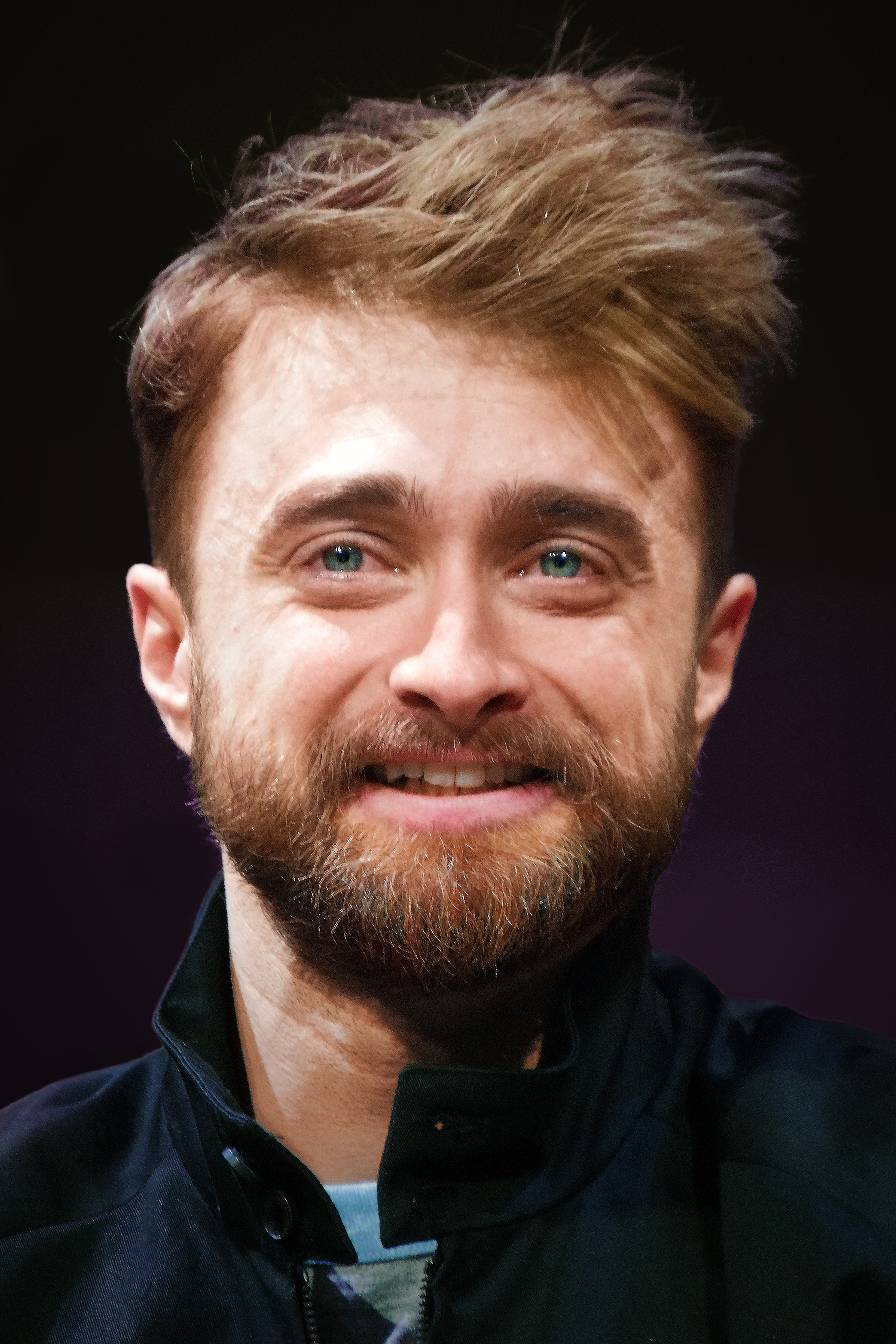
Daniel Radcliffe

Für den Tony Award/Bester Nebendarsteller in einem Musical können alle Darsteller, die in Theaterstücken und Musicals im Laufe des Jahres am Broadway in New York gespielt haben, nominiert werden. Der Tony Award für die beste Leistung in einer männlichen Nebenrolle in einem Musical ging bisher an:

## 1947–1949
- 1947: David Wayne (in Finian’s Rainbow)
- 1948: Basil Rathbone (in The Heiress)

## 1950–1959
- 1950: Myron McCormick (in South Pacific)
- 1951: Russell Nype (in Call Me Madam)
- 1952: Yul Brynner (in The King and I)
- 1953: Hiram Sherman (in Two’s Company)
- 1954: Harry Belafonte (in John Murray Anderson’s Almanac)
- 1955: Cyril Ritchard (in Peter Pan)
- 1956: Russ Brown (in Damn Yankees)
- 1957: Sydney Chaplin (in Bells Are Ringing)
- 1958: David Burns (in The Music Man)
- 1959: Russell Nype (in Goldilocks)

## 1960–1969
- 1960: Tom Bosley (in Fiorello!)
- 1961: Dick Van Dyke (in Bye, Bye Birdie)
- 1962: Charles Nelson Reilly (in How to Succeed in Business Without Really Trying)
- 1963: David Burns (in A Funny Thing Happened on the Way to the Forum)
- 1964: Jack Cassidy (in She Loves Me)
- 1965: Victor Spinetti (in Oh, What a Lovely War)
- 1966: Frankie Michaels (in Mame)
- 1968: Hiram Sherman (in How Now, Dow Jones)
- 1969: Ronald Holgate (in 1776)

## 1970–1979
- 1970: René Auberjonois (in Coco)
- 1971: Keene Curtis (in The Rothschilds)
- 1972: Larry Blyden (in A Funny Thing Happened on the Way to the Forum)
- 1974: Tommy Tune (in Seesaw)
- 1975: Ted Ross (in The Wiz)
- 1976: Sammy Williams (in A Chorus Line)
- 1977: Lenny Baker (in I Love My Wife)
- 1978: Kevin Kline (in On the Twentieth Century)
- 1979: Henderson Forsythe (in The Best Little Whorehouse in Texas)

## 1980–1989
- 1980: Mandy Patinkin (in Evita)
- 1981: Hinton Battle (in Sophisticated Ladies)
- 1982: Cleavant Derricks (in Dreamgirls)
- 1983: Charles „Honi“ Coles (in My One and Only)
- 1984: Hinton Battle (in The Tap Dance Kid)
- 1985: Ron Richardson (in Big River)
- 1986: Michael Rupert (in Sweet Charity)
- 1987: Michael Maguire (in Les Misérables)
- 1988: Bill McCutcheon (in Anything Goes)
- 1989: Scott Wise (in Jerome Robbins’ Broadway)

## 1990–1999
- 1990: Michael Jeter (in Grand Hotel)
- 1991: Hinton Battle (in Miss Saigon)
- 1992: Scott Waara (in The Most Happy Fella)
- 1993: Anthony Crivello (in Kuss der Spinnenfrau)
- 1994: Jarrod Emick (in Damn Yankees)
- 1995: George Hearn (in Sunset Boulevard)
- 1996: Wilson Jermaine Heredia (in Rent)
- 1997: Chuck Cooper (in The Life)
- 1998: Ron Rifkin (in Cabaret)
- 1999: Roger Bart (in You’re a Good Man Charlie Brown)

## 2000–2009
- 2000: Boyd Gaines (in Contact)
- 2001: Gary Beach (in The Producers)
- 2002: Shuler Hensley (in Oklahoma!)
- 2003: Dick Latessa (Hairspray)
- 2004: Michael Cerveris (in Assassins)
- 2005: Dan Fogler (in The 25th Annual Putnam County Spelling Bee)
- 2006: Christian Hoff (in Jersey Boys)
- 2007: John Gallagher Jr. (in Spring Awaking)
- 2008: Boyd Gaines (in Gypsy)
- 2009: Gregory Jbara (in Billy Elliot)

## 2010–2019
- 2010: Levi Kreis (in Million Dollar Quartet)
- 2011: John Larroquette (in How to Succeed in Business Without Really Trying)
- 2012: Michael McGrath (in Nice Work If You Can Get It)
- 2013: Gabriel Ebert (in Matilda)
- 2014: James Monroe Iglehart (in Aladdin)
- 2015: Christian Borle (in Something Rotten!)
- 2016: Daveed Diggs (in Hamilton)
- 2017: Gavin Creel (in Hello, Dolly!)
- 2018: Ari'el Stachel (in The Band's Visit)
- 2019: André De Shields (in Hadestown)

## Seit 2020
- 2020/2021: Danny Burstein (in Moulin Rouge!)
- 2022: Matt Doyle (in Company)
- 2023: Alex Newell (in Shucked)
- 2024: Daniel Radcliffe (in Merrily We Roll Along)